# Aeropuerto Internacional de Paso de los Libres
El Aeropuerto Internacional de Paso de los Libres (FAA: LIB - IATA: AOL - OACI: SARL), es un aeropuerto internacional argentino que se encuentra a 10 km al noroeste del centro de la ciudad de Paso de los Libres, en la Provincia de Corrientes. Fue inaugurado en 1952 por el gobernador Raúl Benito Castillo, siendo el más moderno del norte del país en aquella época.
Su dirección es Coronel José Reguera 1256 (W3230AYV) y sus coordenadas son latitud 29° 41' 17" S y longitud 57° 09' 08" O.
El área total del predio es de 77 ha y una terminal de pasajeros de 160 m² organizada en un único nivel.

## Aerolíneas y destinos cesados
- Aerolíneas Argentinas (Buenos Aires-Aeroparque, Concordia)
- LAER (Buenos Aires, Concordia)